# Bashar Abdullah
Bashar Abdullah Abdulaziz (12 de outubro de 1977) é um ex-futebolista profissional kuwaitiano que atuava como atacante.

## Carreira
É um atacante oportunista e goleador tendo diversas passagens por clubes da Arabia Saudita e Catar.

## Seleção
Abdullah representou a Seleção Kuwaitiana de Futebol, nas Olimpíadas de 2000. 
Bashar Abdullah é o maior artilheiro da Seleção Kuwaitiana de Futebol com 75 gols e o com maior número de participações ao todo de 134 partidas.